# Cleveland and Yorkshire North (circonscription du Parlement européen)
Avant l’adoption uniforme de la représentation proportionnelle en 1999, le Royaume-Uni utilisait le système uninominal à un tour pour les élections européennes en Angleterre, en Écosse et au pays de Galles. Les conscriptions du Parlement européen utilisées dans ce système étaient plus petites que les circonscriptions régionales les plus récentes et ne comptaient chacune qu'un seul membre au Parlement européen.
La circonscription de Cleveland and Yorkshire North était l'une d'entre elles.

## Limites
La circonscription se composait des circonscriptions du Parlement de Westminster de Hartlepool, Langbaurgh, Middlesbrough, Redcar, Richmond (Yorks), Skipton and Ripon, Stockton North et Stockton South.

## Membre du Parlement européen
| Élection | Élection | Membre                 | Parti                  |
| -------- | -------- | ---------------------- | ---------------------- |
|          | 1984     | Peter Vanneck          | Conservateur           |
|          | 1989     | David Bowe             | Travailliste           |
| 1994     | 1994     | circonscription abolie | circonscription abolie |

## Résultats des élections
Les candidats élus sont indiqués en gras.
| Parti         | Parti                | Candidat             | Voix    | %    | ± |
| ------------- | -------------------- | -------------------- | ------- | ---- | - |
|               | Conservateur         | Peter Vanneck        | 73,217  | 40,7 | ' |
|               | Travailliste Co-op   | T.F. Tinnion         | 70,592  | 39,3 |   |
|               | Social Démocratique  | R.C. Beever          | 35,916  | 20,0 |   |
| Majorité      | Majorité             | Majorité             | 2,625   | 1,4  |   |
| Participation | Participation        | Participation        | 179,725 | 31,7 |   |
|               | Conservateur retenir | Conservateur retenir | Swing   |      |   |

| Parti         | Parti                                   | Candidat                                | Voix    | %    | ±       |
| ------------- | --------------------------------------- | --------------------------------------- | ------- | ---- | ------- |
|               | Travailliste                            | David Bowe                              | 94,953  | 47,6 | +8.4    |
|               | Conservateur                            | Peter Vanneck                           | 70,861  | 35,5 | -5.2    |
|               | Green                                   | O. Dumpleton                            | 17,225  | 8,6  | Nouveau |
|               | SLD                                     | T.W. Mawston                            | 8,470   | 4,2  | -15.8   |
|               | SDP                                     | R.I. Andrew                             | 7,970   | 4,0  | New     |
| Majorité      | Majorité                                | Majorité                                | 24,092  | 12,1 | N/A     |
| Participation | Participation                           | Participation                           | 199,479 | 34,9 | +3.2    |
|               | Travailliste vainqueur sur Conservateur | Travailliste vainqueur sur Conservateur | Swing   |      |         |